# 奇灵阿
奇灵阿，满洲正黄旗人，清朝政治人物。

## 生平
奇灵阿曾于乾隆十九年(1754年)，接替魏嵉任漳州府知府一职，乾隆二十二年(1757年)由暴煜接任。